# Together (Band)
Together waren ein britischer House-Musik-Act der späten 1980er und frühen 1990er Jahre.

## Bandgeschichte
Together bestanden aus Jonathan Donaghy und Suddi Raval. Das House-Musik-Projekt entstand im Umfeld der Manchester-Rave-Szene der späten achtziger und frühen neunziger Jahre, auch unter dem Namen Madchester bekannt. Ihre Debüt-Single „Hardcore Uproar“ wurde speziell für den legendären Club Haçienda in Manchester produziert. Das fast ausschließlich instrumentale Stück mit markantem Piano-Solo war dort sehr populär und wurde schließlich im Sommer 1990 kommerziell als Single veröffentlicht. Es blieb sechs Wochen in den Charts und erreichte Platz 12. Zusammen mit den fast gleichzeitig veröffentlichten Dance-Tracks „L.F.O.“ von LFO und „Tricky Disco“ von Tricky Disco gilt „Hardcore Uproar“ als ein Vorreiter des kommerziellen Durchbruchs der Techno-Musik. Unter dem Namen Together erschienen bis 1994 noch einige weitere Veröffentlichungen, die jedoch nicht mehr die britischen Charts erreichten.
Donaghy kam zusammen mit seiner Freundin im Jahr 1991 bei einem Verkehrsunfall auf Ibiza ums Leben. Raval arbeitet heute als Komponist für Videospiele in Manchester.

## Diskografie (Singles)
- 1990 Hardcore Uproar
- 1991 Ffrree At Last E.P.
- 1991 The Luv Bug
- 1992 The House Sound Vol. 2 / Coming on Strong
- 1994 You've got to have it